# بخش مرکزی شهرستان میامی
بخش مرکزی شهرستان میامی در استان سمنان ایران است.

## تقسیمات کشوری
- بخش مرکزی شهرستان میامی
  - دهستان کلاته های شرقی
  - دهستان میامی
  - دهستان فرومد

شهرها: میامی.

## جمعیت
بنابر سرشماری مرکز آمار ایران، جمعیت بخش میامی (هنگامیکه تابع شهرستان شاهرود بوده) در سال ۱۳۸۵ برابر با ۳۷۹۲۷ نفر بوده است.